# لویی دوره

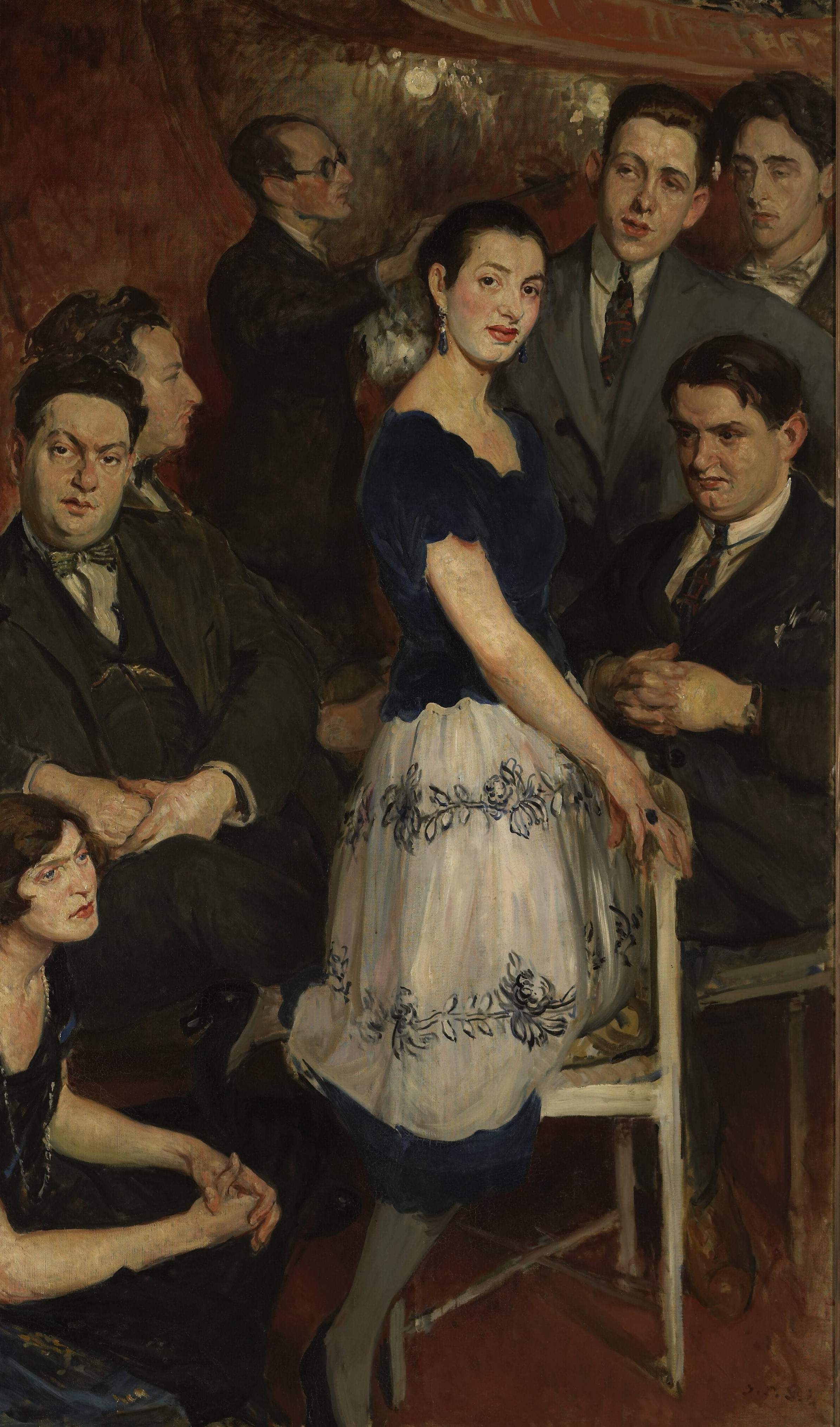
گروه شش

لویی دوره (به فرانسوی: Louis Durey) آهنگساز فرانسوی در ۲۷ مه ۱۸۸۸ در پاریس زاده شد و در ۳ ژوئیه ۱۹۷۹ در سن تروپه Saint-Tropez درگذشت. اوبه همراه ژرژ اریک، فرانسیس پولنک، آرتور هونگر، ژرمن تایفر، و داریوش میو عضو «گروه شش» بود.

## برخی از آثار
- فانتزی کنسرتانت برای ویلنسل و پیانو
- سوناتین برای فلوت و پیانو
- ۳ چهارنوازی برای سازهای زهی
- کنسرتینو برای پیانو، ۱۶ ساز بادی، کنترباس و تیمپانی

## شنیدن آثار
- youtube
- آثاری از آهنگسازان گروه شش